# Diamond Games
Proximus Diamond Games — жіночій тенісний турнір WTA, який проходив у Антверпені (Бельгія) на хардових кортах арени Antwerps Sportpaleis. Заснований 2002 року. Від 2015 року належить до серії WTA Premier з призовим фондом 731 тисяча доларів і турнірною сіткою, розрахованою на 28 учасниць в одиночному розряді і 16 пар .

## Загальна інформація
Ліцензія другого турніру другої категорії під час лютневої зальної серії жіночого туру тривалий час належала турніру в Ганновері. 2000 року він пройшов востаннє і асоціація почала шукати нового постійного володаря цього місця в календарі: перший варіант виявився тимчасовим - у 2001 році турнір прийняла Ніцца, але вже 2002 року асоціація домовилася з бельгійцями, які за підтримки Belgacom Mobile організували домашній турнір для двох своїх перших ракеток - Жюстін Енен-Арденн і Кім Клейстерс. Місцем проведення змагання став Антверпен.
Турнір протримався в календарі сім років, після чого, на хвилі завершення професійної кар'єри спочатку Клійстерс, а потім Енен, його переформатували в показовий приз. Після декількох років в цьому форматі чемпіонат повернувся в календар WTA в 2015 році, коли організатори сусіднього турніру в Парижі не змогли знайти альтернативу титульному спонсору, який їх полишив, і відмовилися від проведення свого змагання.
Переможниці та фіналістки
Єдиною тенісисткою, якій вдавалося тричі вигравати місцевий приз в одиночному розряді, є француженка Амелі Моресмо. Вона вигравала турнір три роки поспіль з 2005 по 2007 рік. Чотири рази грала в титульному матчі Кім Клейстерс, але перемогти їй вдалося лише в раз. Три фінали і два титули на рахунку Вінус Вільямс. Парний турнір чотири рази одній тенісистці. Саме стільки перемог на рахунку зімбабвійки Кари Блек. По два титули вона завоювала в партнерстві з Елс Калленс і Лізель Губер. Єдиною тенісисткою, яка перемагала в Антверпені і в одиночному і в парному розряді є Кім Клейстерс. 

## Фінали

### Одиночний розряд
| Рік                      | Чемпіон                                                    | Фіналіст                                                   | Рахунок                                                    |
| ------------------------ | ---------------------------------------------------------- | ---------------------------------------------------------- | ---------------------------------------------------------- |
| ↓ Турнір 2-ї категорії ↓ |                                                            |                                                            |                                                            |
| 2002                     | Вінус Вільямс                                              | Жустін Енен                                                | 6–3, 5–7, 6–3                                              |
| 2003                     | Вінус Вільямс (2)                                          | Кім Клейстерс                                              | 6–2, 6–4                                                   |
| 2004                     | Кім Клейстерс                                              | Сільвія Фаріна-Елія                                        | 6–3, 6–0                                                   |
| 2005                     | Амелі Моресмо                                              | Вінус Вільямс                                              | 4–6, 7–5, 6–4                                              |
| 2006                     | Амелі Моресмо (2)                                          | Кім Клейстерс                                              | 3–6, 6–3, 6–3                                              |
| 2007                     | Амелі Моресмо (3)                                          | Кім Клейстерс                                              | 6–4, 7–6(7–4)                                              |
| 2008                     | Жустін Енен                                                | Карін Кнапп                                                | 6–3, 6–3                                                   |
| 2009–14                  | Відбувся лише виставковий турнір Thomas Cook Diamond Games | Відбувся лише виставковий турнір Thomas Cook Diamond Games | Відбувся лише виставковий турнір Thomas Cook Diamond Games |
| ↓ Турнір WTA Premier ↓   |                                                            |                                                            |                                                            |
| 2015                     | Андреа Петкович                                            | Карла Суарес Наварро                                       | Walkover                                                   |

### Парний розряд
| Рік                      | Чемпіонки                                                  | Фіналістки                                                 | Рахунок                                                    |
| ------------------------ | ---------------------------------------------------------- | ---------------------------------------------------------- | ---------------------------------------------------------- |
| ↓ Турнір 2-ї категорії ↓ |                                                            |                                                            |                                                            |
| 2002                     | Магдалена Малеєва Патті Шнідер                             | Наталі Деші Мейлен Ту                                      | 6–3, 6–7(3–7), 6–3                                         |
| 2003                     | Кім Клейстерс Ай Суґіяма                                   | Наталі Деші Емілі Луа                                      | 6–2, 6–0                                                   |
| 2004                     | Кара Блек Елс Калленс                                      | Міріам Казанова Елені Даніліду                             | 6–2, 6–1                                                   |
| 2005                     | Кара Блек (2) Елс Калленс (2)                              | Anabel Medina Дінара Сафіна                                | 3–6, 6–4, 6–4                                              |
| 2006                     | Дінара Сафіна Катарина Среботнік                           | Стефані Форец Міхаелла Крайчек                             | 6–1, 6–1                                                   |
| 2007                     | Кара Блек (2) Лізель Губер                                 | Олена Лиховцева Олена Весніна                              | 7–5, 4–6, 6–1                                              |
| 2008                     | Кара Блек (4) Лізель Губер (2)                             | Квета Пешке Ай Суґіяма                                     | 6–1, 6–3                                                   |
| 2009–14                  | Відбувся лише виставковий турнір Thomas Cook Diamond Games | Відбувся лише виставковий турнір Thomas Cook Diamond Games | Відбувся лише виставковий турнір Thomas Cook Diamond Games |
| ↓ Турнір WTA Premier ↓   |                                                            |                                                            |                                                            |
| 2015                     | Анабель Медіна Гаррігес Аранча Парра Сантонха              | Ан-Софі Месташ Алісон ван Ейтванк                          | 6–4, 3–6, [10–5]                                           |